# Raczki (gromada)
Raczki – dawna gromada, czyli najmniejsza jednostka podziału terytorialnego Polskiej Rzeczypospolitej Ludowej w latach 1954–1972.
Gromady, z gromadzkimi radami narodowymi (GRN) jako organami władzy najniższego stopnia na wsi, funkcjonowały od reformy reorganizującej administrację wiejską przeprowadzonej jesienią 1954 do momentu ich zniesienia z dniem 1 stycznia 1973, tym samym wypierając organizację gminną w latach 1954–1972.
Gromadę Raczki z siedzibą GRN w Raczkach utworzono – jako jedną z 8759 gromad – w powiecie suwalskim w woj. białostockim, na mocy uchwały nr 23/V WRN w Białymstoku z dnia 4 października 1954. W skład jednostki weszły obszary dotychczasowych gromad Wasilówka, Wierciochy, Małe Raczki i Rudniki ze zniesionej gminy Koniecbór w tymże powiecie, oraz obszary dotychczasowych gromad Raczki, Ludwinowo, Moczydły i Witówka ze zniesionej gminy Dowspuda w powiecie augustowskim. Dla gromady ustalono 23 członków gromadzkiej rady narodowej.
1 stycznia 1958 do gromady Raczki przyłączono obszar zniesionej gromady Sucha Wieś (zwiększony tego samego dnia o wsie Chomontowo, Korytki i Wysokie ze znoszonej gromady Pruska Mała w powiecie augustowskim).
1 stycznia 1959 z gromady Raczki wyłączono wieś Chomentowo, włączając ją do gromady Janówka w powiecie augustowskim.
Gromada przetrwała do końca 1972 roku, czyli do kolejnej reformy gminnej. Z dniem 1 stycznia 1973 roku utworzono gminę Raczki.